# Spodoptera communicata
Spodoptera communicata är en fjärilsart som beskrevs av Walker 1869. Spodoptera communicata ingår i släktet Spodoptera och familjen nattflyn. Inga underarter finns listade i Catalogue of Life.